# Twee-onder-een-kapwoning

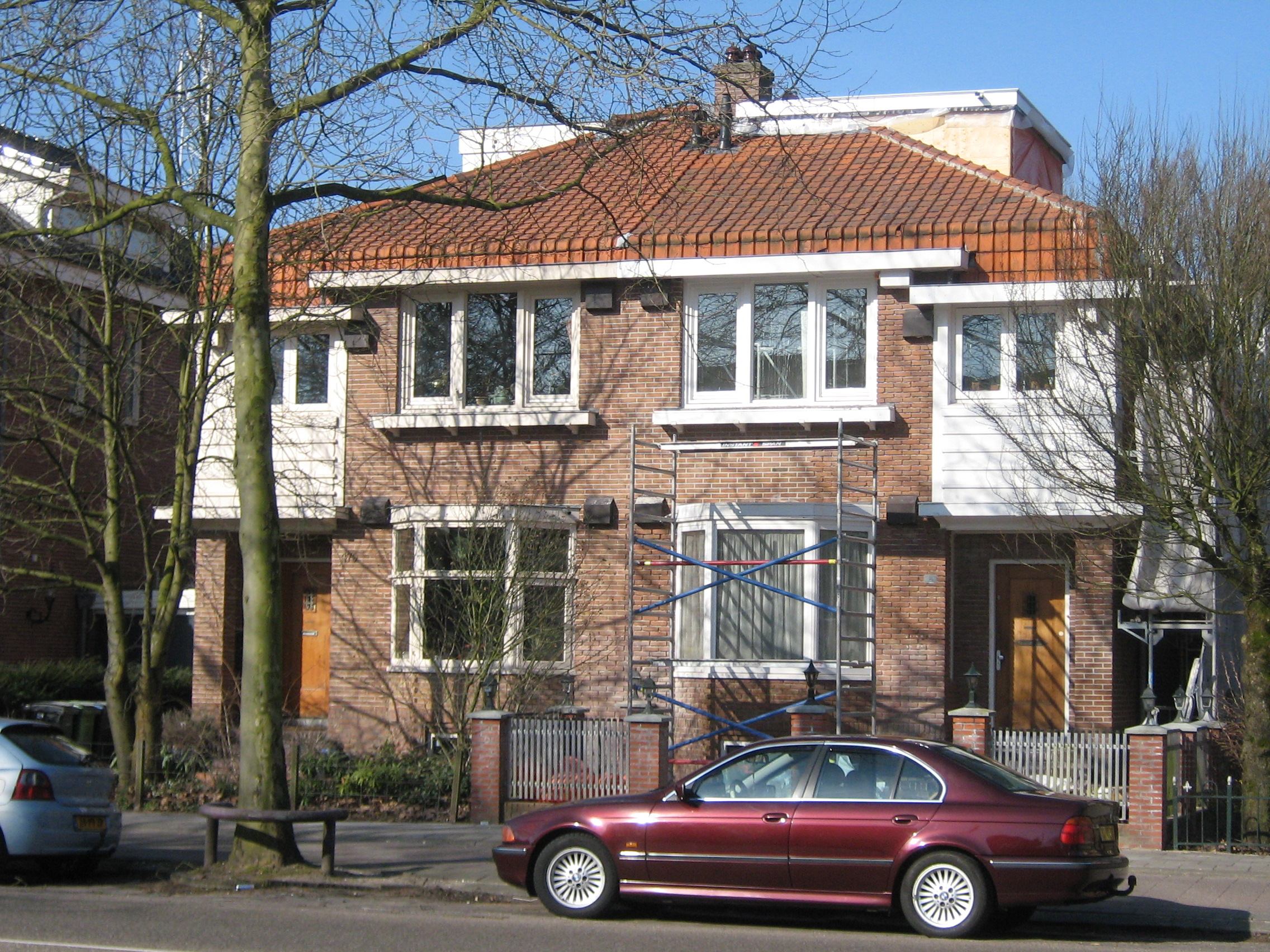
Twee-onder-een-kapwoning aan de Amsterdamseweg in Amstelveen

Een twee-onder-een-kapwoning of een tweegezinswoning, ook tweewoonst en dubbelwoning genoemd, is een woningtype waarbij twee woningen een gemeenschappelijke tussen- of scheidingsmuur hebben. De twee met elkaar verbonden woningen hebben geen verbinding met een of meer andere woningen.
Vaak zijn de twee woningen elkaars spiegelbeeld, maar dat is niet altijd het geval. Een van de oorzaken van het ontstaan van dit type is de mogelijkheid van beide toekomstige bewoners om de bouwkosten gezamenlijk te dragen: de aannemer kan dan goedkoper bouwen want hij bouwt met relatief geringe meerkosten twee woningen tegelijkertijd.
Twee-onder-een-kapwoningen werden voor het eerst gebouwd in Engeland in de tweede helft van de 19e eeuw. In Nederland werden vanaf circa 1910 talloze woningen van dit type gebouwd.

In België worden de termen tweewoonst en halfopen bebouwing gebruikt, Halfopen bebouwing kent echter een ruimere betekenis. Ook in een rij met meer dan twee aaneengesloten woningen worden de twee buitenste woningen als halfopen beschouwd.